# 패서도
패서도(浿西道)는 고려 시대에 존재했던 한국의 옛 행정 구역 가운데 하나이다. 평안도 일대에 있었다.